# Bletchingley
Bletchingley – wieś w Anglii, w hrabstwie Surrey, w dystrykcie Tandridge. Leży 30 km na południe od centrum Londynu. Miejscowość liczy 3147 mieszkańców.